# Sédu
A sédu (akkád sédum, sumer: alad, ékírással 𒀭𒆘, DLAM×BAD, AN.KAL×BAD) a mezopotámiai négyes lélekfogalom egyik eleme, az életerő hordozója. Az embernek a megszemélyesített hímnemű sédu védőszellem adja. Nőnemű ellentétpárja a lamasszu. Eredetileg Ninurta egyik megjelenési formája, majd önálló fogalom.

## Etimológia
A lélek fogalmának leírására is használták, akár általános, akár konkrét értelemben (a lélek, egy lélek). Mindkettőt a šēdu szóval fejezték ki, de több különböző írásjelet használtak.
1. 𒆗 vagy 𒄨 = sumer alad2 vagy šedu.[1] Jelentése: „lélek”.[2] Az akkádban mindkettő šēdu.
2. 𒆘 sumer alad,[3] akkádul ez is šēdu.
3. sumer šedu2, akkád šēdu.
4. sumer šedu3, akkád šēdu.

A másik két lélekforma az ilu és istaru.
A sédu szerepe valószínűleg az egyén életerejének, nemi képességeinek kifejezése. Ezt támasztja alá, hogy a „büszkeség” jelentésű bastu (𒌨) akkád szó (sumer teš2, azonos jelentéssel) időnként helyettesíti a sédu kifejezést. Másik sumer megfelelője, az alad szintén megerősíti ezt, talán ez a sumer szó a sémi „nemzeni” jelentésű alādu szóval is kapcsolatban van. Azonban az alādu szót a sumerek és az akkádok is a peš különböző változataival írták (𒄫 peš, 𒊯 peš4, 𒆒 peš5, 𒆓 peš6), míg a lélek más hangalakú szavaira szintén egységesen más jeleket használtak. Ez a lélekfogalom rokonának látszik a hasonló etimológiai gyökerű latin genius fogalmának.

## Ábrázolása
Bikatestű, szárnyas, szakállas emberfejű lényként ábrázolták. Templomok és paloták kapuinak őrzőjeként tűnik fel, általában párban – talán mivel fogalma szorosan kötődik Lamasszuhoz – ma Lamasszu és Séduként tartják őket nyilván, bár Lamasszu nőnemű, a lényeknek mindkettője viszont szakállas.

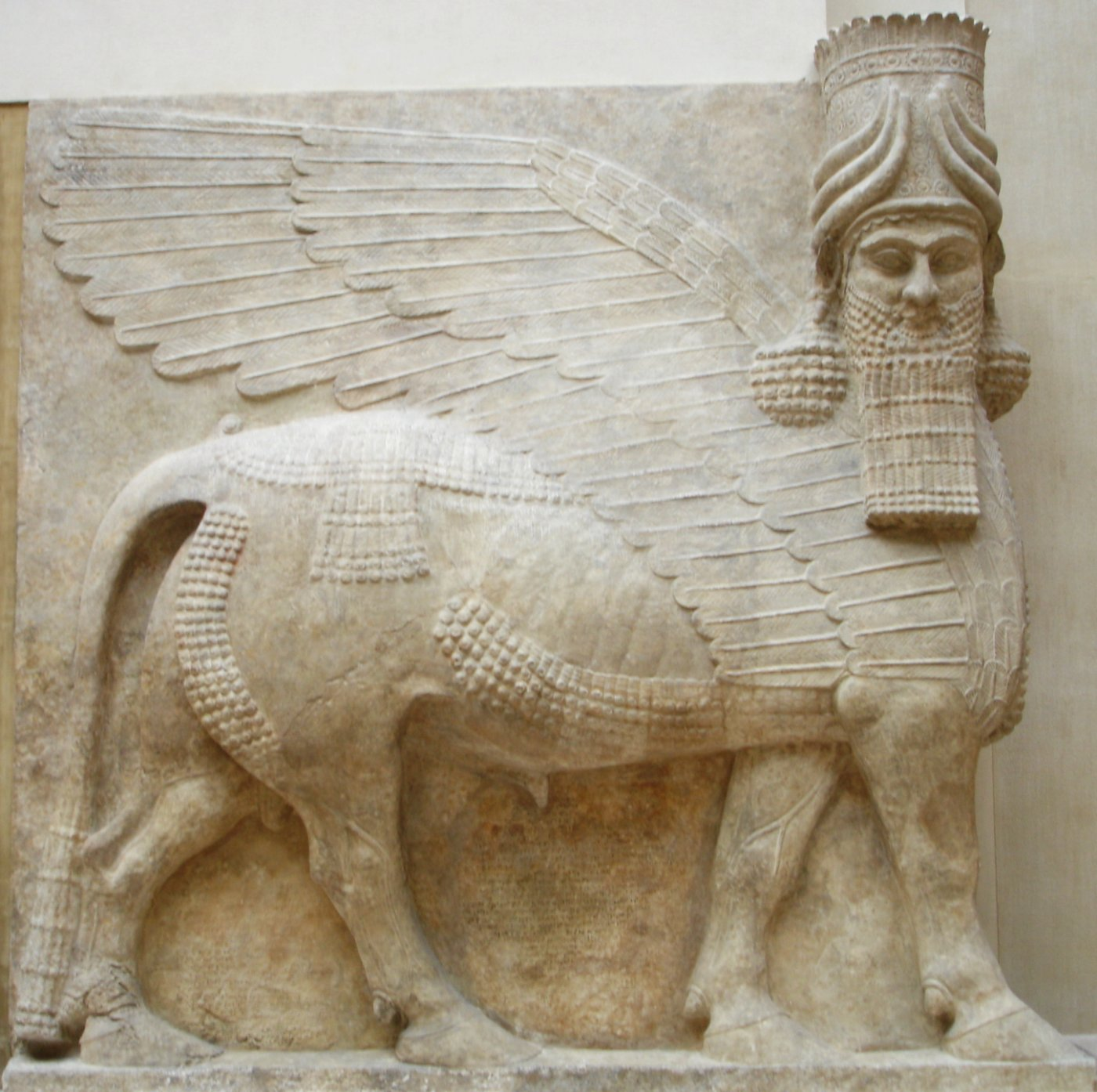
A páros egyik tagja Dúr-Sarrukínból, az M-fal K-kapujáról (Louvre)

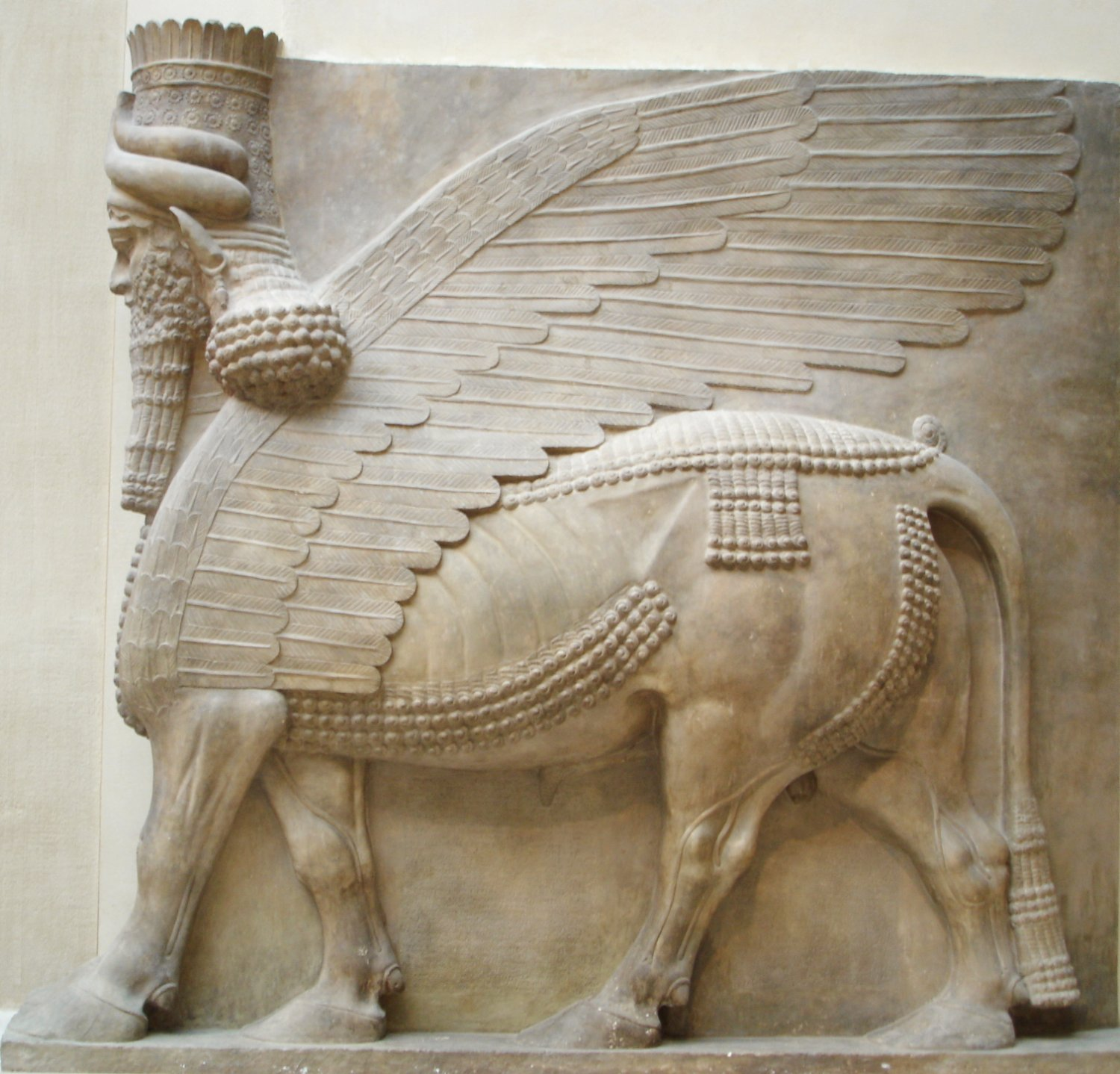
A páros másik tagja Dúr-Sarrukínból, az M-fal K-kapujáról (Louvre)

## Lásd még
- Lamma
- Lamasszu